# 1883 en rugby à XV
Cette page présente les faits marquants de l'année 1883 en rugby à XV : les principales compétitions et évènements liés au rugby ainsi que les naissances et décès de grandes personnalités de ce sport. Cette année est marquée par la création en avril du rugby à sept par Ned Haig à Melrose, en Écosse.

## Principales compétitions
- Tournoi britannique (du 16 décembre 1882 au 3 mars 1883)

## Événements

### Janvier
- 8 janvier : l'Écosse reçoit et bat le pays de Galles par 3 points à 1 à Raeburn Place, Édimbourg pour la première édition du Tournoi, le tournoi britannique de rugby à XV 1882-1883[1].

### Février
- 5 février : l'équipe d'Angleterre bat l'équipe d'Irlande sur le score de 1 à 0 à Manchester dans le cadre du Tournoi britannique[2].
- 17 février : l'équipe d'Irlande est battue chez elle à Belfast par l'équipe d'Écosse sur le score de 1 à 0[3].

### Mars
- 3 mars : malgré un score nul de 0 partout à Édimbourg, l'équipe d'Angleterre est déclarée vainqueure du match contre l'équipe d'Écosse au bénéfice du plus grand nombre d'essais marqués, deux pour les Anglais contre un pour les Écossais[4],[5]. Le XV de la Rose remporte donc la première édition du tournoi britannique, décrochant au passage une Triple couronne (qui ne porte pas encore ce nom).

De nouvelles règles du rugby sont publiées en mars 1883 : Laws of the Rugby Football Union.

### Avril
Le rugby à sept est inventé en Écosse par Ned Haig, boucher et joueur de rugby, à l'occasion de l'organisation d'un événement sportif organisé pour collecter des fonds au bénéfice de son club, le Melrose Rugby Football Club. Son club remporte la finale de ce premier tournoi de rugby à sept de l'histoire face au Gala Rugby Football Club, le 28 avril.

### Octobre
Une nouvelle mouture des règles est publiée en octobre : Laws of the Rugby Football Union.

## Naissances
- 23 janvier : Gaston Lane, joueur français de rugby à XV († 23 septembre 1914 à 31 ans).
- 12 avril : Dally Messenger, joueur australien et néo-zélandais de rugby à XV et à XIII. († 24 novembre 1959).
- 23 mai : Alphonse Massé, joueur français de rugby à XV (mort le 10 juin 1953 à 70 ans).